# Hippolytus Böhlen
Hippolytus Böhlen (* 21. August 1878 in Dössel bei Warburg / Westfalen als Johannes Bartholomäus Böhlen; † 7. August 1950 in Fulda) war ein Franziskanerpater und  Bühnenautor, Redakteur und Vertreter des Jugendschrifttums.

## Leben
Johannes Böhlen war der älteste Sohn des Bauern und Schmieds Antonius Böhlen und dessen Frau Cäcilia Ashauer in der Warburger Börde. Nach der Schulausbildung in der Auslandsschule in Harreveld bei Lichtenvoorde in Holland, die die Franziskaner der Provinz vom hl. Kreuz (Saxonia) im Kulturkampf gegründet hatten, trat er 1896 in das Noviziat der 1894 wiedererrichteten Thüringischen Franziskanerprovinz von der hl. Elisabeth (Thuringia) in Fulda ein und erhielt den Ordensnamen Hippolyt. Nach der Ablegung der Einfachen Profess 1897 begann das Studium der Humaniora in Ottbergen bei Hildesheim. 1900 studierte Fr. Hippolytus in den Ordenshochschulen in Sigmaringen und Salmünster Philosophie. 1900 folgte die Feierliche Profess vor P. Felix Schulze-Bokum, 1902 in Beuron die Tonsur und Niederen Weihen durch den Rottenburger Bischof Paul Wilhelm von Keppler. 1903 absolvierte Fr. Hippolytus das Theologiestudium in Fulda. 1903 wurde er zum Subdiakon, 1904 zum Diakon und 1905 zum Priester geweiht.
Seine berufliche Laufbahn begann er 1906–1916 als Lektor und Rektor in der Auslandsschule der thüringischen Franziskaner in Watersleyde bei Sittard (Holland), die diese 1895 von der Saxonia übernommen hatten. Er unterrichtete Geschichte, Lateinische Literatur und Geographie. Hier entwickelte P. Hippolytus sein Talent als Regisseur und Verfasser von „Stubendramen“, die bald aus dem Bereich der Ordensschule hinauswuchsen, indem sie von katholischen Vereinen aufgeführt wurden. 1911 studierte P. Hippolytus in München die Geschichte der franziskanischen Missionen in Osteuropa und Japan. Fünf Schauspiele und zwei Missionsschriften wurden von verschiedenen Verlagen herausgegeben.
1916 übernahm er aufgrund der kriegsbedingten Schließung der Auslandsschule die Aufgabe des Guardians in Kelkheim (Taunus) und eines Definitors der Ordensprovinz. Er redigierte die Zeitschriften für die Mitglieder des Dritten Ordens und die Apostolatsschriften „Deinem Heiland, Deinem Lehrer“ und „Dem Herrn entgegen“, die in gebundener Form 1925 und 1929 herausgegeben wurden. 1921 übernahm er die Herausgabe des „St.-Antonius-Kalenders“, den er bis zu dessen Verbot durch die Nationalsozialisten 1941 betreute.
1921 bis 1928 arbeitete P. Hippolytus als Rektor in Hadamar, wo er die Gymnasiasten und Ordensanwärter betreute. Die Zeit nutzte er zum Aufbau von Vereinen zur Förderung der Jugend (Theatergruppen und Rhetorikstudien im Kreis des „Chrysologus“). Den Höhepunkt seiner Karriere als Schauspielautor und Regisseur erreichte er mit der Hadamarer Stadtgeschichte „Johann Ludwig, des Volkes und des Friedens Hort“, deren Aufführung einem Volksfest mit öffentlichen Spielszenen und Festumzügen gleichkam. Auch das große Franziskusspiel, das den Autor auf zahlreiche Bühnen des Rheinlandes und Westfalens und selbst nach Erl in Tirol führte, wurde in Hadamar auf dem Mönchsberg (vor dem ehemaligen Franziskanerkloster, dem späteren Jesuitenkloster und der heutigen Gedächtnisstätte der Vergasung Behinderter im „Dritten Reich“) aufgeführt. Zwei weitere Spielorte standen zur Verfügung für das Stadtspiel und das Spiel über die Missionierung des Lahntals „Am Kreuz von Habuch“ (Hadamar). „Der Herold des großen Königs“ wurde in mehr als 30 deutschen Städten, in Österreich, der Tschechoslowakei und in Japan (Franziskanermission) aufgeführt.
Bekannt wurde der Autor auch durch seine Autobiografie „Eine Jugend voll Sonne“, die in drei Auflagen erschien und selbst 1946/47 nachgedruckt wurde. 1928–1934 war P. Hippolytus Redakteur in Fulda in einer Außenstelle des Klosters auf dem Frauenberg. Hier wurde er zum geistigen Vater der Fuldaer Heimatspiele auf der Naturbühne am nahen Kalvarienberg. Zur Aufführung gelangten mit großem Erfolg auch das von ihm verfasste Stück "Herrin der Wartburg" und das "Sturmispiel" in fünf Aufzügen: "Das Kreuz auf dem Eichloh".
1934–1938 leitete er wieder die Redaktion in Kelkheim. Hier erfuhr er die Bedrängungen der Nationalsozialisten, die ihm einen Prozess machen wollten, weil er die Bezeichnung „Schriftleiter“ zu Unrecht trage. Diese Anklage wurde 1936 eingestellt. Doch 1938, als der Pater wieder in Fulda arbeitete, folgten Drohungen wegen der Aufnahme von Anzeigen verbotener Zeitschriften im „St.-Antonius-Kalender“. 1938 wurden seine Werke bei der Gleichschaltung des Matthias-Grünewald-Verlags eingestampft bzw. der Autor konnte sie zurückkaufen.
Am 20. Dezember 1940 wurden die Franziskaner im Rahmen des nationalsozialistischen Klostersturmes vom Frauenberg vertrieben, im Kloster Ottbergen konnte der Pater noch sieben Monate arbeiten, bis er am 11. August 1942 auch von hier vertrieben wurde. Der Inhaftierung – wegen des Verbreitens verbotener Schriften – konnte er entgehen, weil er schon einmal vertrieben worden war. Nach einem Jahr des seelsorglichen Wirkens im Incognito in der Warburger Börde wurde er 1942 vom Provinzkapitel der Thuringia, das im Ulmer Konvent tagte, nach Weggental bei Rottenburg versetzt. Eingesetzt war P. Hippolytus dort als Magister der Laienbrüder, Bibliothekar und Vikar, also stellvertretender Hausoberer. Nach der Rückkehr ins Kloster in Fulda war der Autor als Chronist und Seelsorger tätig, bis er 1950 in Fulda starb.

## Werke

### Literarische Werke
- Kampf und Sieg. St.Ludwig von Toulouse, Bonn 1908;
- St. Johannes a Capistrano. Der zweifache Sieger. Die Befreiung Belgrads 1456, Gesch. Schauspiel in fünf Akten, München 1909;
- Des Königs Sturz. Aus Münsters trübster Zeit, Schauspiel in fünf Aufzügen, Warendorf in W. 1911;
- Thangmar, Manuskript 1911;
- Um das Erbe des großen Konstantin, München 1913;
- Eine Jugend voll Sonne, Geschichte einer Jugend, Wiesbaden 1919, 192, 1922, Mainz 1947;
- Sonntagsstimmen, Wiesbaden 1921;
- Kelkheims Rettung, 1921, maschinenschriftlich in Auszügen, PA Fulda;
- Johann Ludwig des Volkes und des Friedens Hort, Gesch. Schauspiel, im Auftrage des Festausschusses, Wiesbaden 1924, in: Aus Hadamars Vergangenheit – Festbuch zur Sechs=Jahrhundertfeier der Stadt Hadamar 1924;
- Ein Stadtjubiläum. Ein Rückblick auf Hadamars Sechsjahrhundertfeier, Wiesbaden 1925;
- Um den Liebenstein, Ein Bornhoferspiel in 3 Akten, in: Festschrift zur Erinnerung an die feierliche Krönung des Gnadenbilds der Schmerzhaften Mutter zu Bornhofen, 1925;
- Der Herold des großen Königs, Franziskusspiel in fünf Aufzügen und einem Nachspiel, Wiesbaden 1925;
- Sonnenwärts. Ein Mädchenbuch, Wiesbaden 1925;
- Rufe des Lebens, Ein Jungmännerbuch, Wiesbaden 1927;
- Kaspar=Onkel und ich, nach dem plattdeutschen Roman "Kaspar-Ohm un ick" von John Brinckmann, Wiesbaden 1927;
- Am Kreuz von Habuch, Ein Lubentiusspiel für die Freilichtbühne, Wiesbaden 1928
- Die Herrin der Wartburg, Elisabethspiel zu der Heiligen 700. Todestage, Wiesbaden 1930;
- Das Kreuz im Eichloh, Spiel um den hl. Sturmius, Fulda 1931;
- St. Franziskus. Ein Legendenkranz, Fulda 1938.

### Apostolatsschriften
- Eucharistisches Kinderapostolat, Anregungen aus der Praxis zeitgemäßer katholischer Jugendpflege, Wiesbaden 1929;
- Deinem Heiland Deinem Lehrer. Zeitschrift des Jungmännerapostolats;
- Dem Herrn entgegen. Blatt für Kommunionkinder;
- Eucharistische Monatsblätter für die weibliche Jugend 1919;
- Der gläubige Jungmann 1919;
- St. Antonius-Kalender. Zugleich Jahrbuch für die Terziaren des heiligen Franziskus, die Mitglieder des Gebetsvereins zu Ehren des hl. Antonius sowie Kreuzfahrer=Vereins Fulda (1919);
- Sankt Antonius=Kalender. Missions= Kalender. Jahrbuch für die Terziaren des hl. Franziskus u. die Mitglieder des Gebetsvereins des hl. Antonius Fulda (1919–41);
- Sankt Antonius. Monatsschrift für den Dritten Orden und den Franziskan. Missionsverein Wiesbaden (1938);
- Allgemeine Deutsche Terziarenzeitung, Zeitschrift des Dritten Ordens;
- Der deutsche Terziar. Monatsschrift für den Dritten Orden, Wiesbaden (1926);
- Bei St. Franziskus. Missionsschriften
- Die Europäischen Franziskanermissionen, von der Gründung des Ordens bis auf unsere Tage, in: Watersleyder Jahresbericht 1910–11, 3–35;
- Die Franziskaner in Japan einst und jetzt, in: Aus allen Zonen, 13. Bd., Trier 1912.

## Familie
Vater: Antonius Böhlen (* 9. März 1853, † 5. Januar 1923 in Dössel bei Warburg); Ehe am 10. November 1877 in Dössel mit Cäcilia Ashauer (* 26. Januar 1853, † 5. Dezember 1918)
- Kinder:
- Johannes Bartolomeus (Franziskanerpater Hippolytus Böhlen) (* 21. August 1878 in Dössel, † 7. September 1950 in Fulda)
- Maria Anna (* 10. Februar 1880 in Dössel, † 22. Januar 1956 in Bad Driburg)
- Anton Joseph (* 4. Dezember 1881 in Dössel, † 24. Januar 1945 bei Willebadessen gefallen)
- Therese (* 1885 in Dössel, † ??)
- Josef (* 17. März 1888 in Dössel, † 17. November 1968 ebenda)
- Cäcilia (* 28. Februar 1890 in Dössel, † 21. April 1975 ebenda)
- Elisabeth (* 28. Juni 1893 Dössel† 31. Mai 1965 in Erwitzen bei Nieheim)
- Mathilde (* 7. März 1899 in Dössel, † 24. Februar 1990 ebenda)

## Ehrungen
- 1928 Ehrenbürgerwürde in Hadamar